# Tapiola (banco)
El Banco Tapiola (en fines Tapiola-ryhmä) fue un banco finlandés. Formaba parte del Grupo Tapiola, renombrado posteriormente como LähiTapiola. Aunque originalmente se trataba de una compañía de seguros, en 2004 el grupo entró en el mercado bancario con este banco. Ofrecía descuentos en las comisiones a los clientes de seguros y de productos bancarios. El 1 de enero de 2013 empezó su fusión con el S-Bank, que finalizó en mayo de 2014.
- Datos: Q7684658